# 黄花补血草
黄花补血草（学名：Limonium aureum）为白花丹科补血草属下的一个种。